# 植物王国3D
《植物王国3D》（Kingdom of Plants 3D）是一部戴維·阿滕伯勒执导的系列自然纪录片，展示了植物的世界。其在皇家植物园中进行了为期一年的拍摄。2012年5月26日在英国电视进行了首播。
其三集对植物生命的各个方面进行了阐述。《湿地生活》（Life in the Wet Zone）阐述了植物如何在潮湿的环境中生活；《解决秘密》（Solving the Secrets）阐述了植物生殖技术；《生存》（Survival）展示了植物如何不断适应环境。该系列影片也得到了邱园千年种子银行项目（Kew's Millennium Seed Bank Project）的支持。
该系列影片使用了多种摄影方式，包括慢速、快速、红外及外观等技术。其中一些技术是首次在该作品中使用的。

## 集数
| 集数 | 英文集名               | 中文集名 | 首播时间（英国） |
| ---- | ---------------------- | -------- | ---------------- |
| 1    | "Life in the Wet Zone" | 湿地生活 | 2012年5月26日    |
| 2    | "Solving the Secrets"  | 解决秘密 | 2012年6月2日     |
| 3    | "Survival"             | 生存     | 2012年6月9日     |